# Den parlamentariske forsamling for Middelhavsområdet
Den parlamentariske forsamling for Middelhavsområdet er en regional international organisation for samarbejde mellem landene i Middelhavsregionen. Den blev etableret i 2005 og har 26 medlemslande. Organisationens hovedkvarter har siden 2007 ligget i St. Julians på Malta. 
Organisationen har status som permanent observatør i FN's generalforsamling.

## Medlemslande
Disse landene er medlemmer i  forsamlingen:
| - Albanien - Algeriet - Andorra - Bosnien-Hercegovina - Kroatien - Cypern - Egypten | - Frankrig - Grækenland - Israel - Italien - Jordan - Libanon - Libyen | - Malta - Monaco - Montenegro - Marokko - Palæstina - Portugal - Serbien | - Slovenien - Syrien - Makedonien - Tunesien - Tyrkiet |

Den Hellige Stol og Rumænien er associerede medlemmer.